# Emperador Shirakawa
L'emperador Shirakawa (白河 天皇, Shirakawa-Tennō, 7 de juliol del 1053 - 24 d'agost del 1129) va ser el 72èº emperador del Japó, segons l'ordre tradicional de successió. Va regnar entre el 18 de gener 1073 i el 5 de gener 1083. Abans de ser ascendit al Tron de Crisantem, el seu nom personal (imina) era Príncep Imperial Sadahito (贞 仁 亲王, Taruhito-shinnō).